# Невзорово (Брянская область)
Невзорово — деревня в Стародубском муниципальном округе Брянской области.

## География
Находится в южной части Брянской области на расстоянии приблизительно 11 км на восток-северо-восток от районного центра города Стародуб.

## История
Известна с 1610 года, с 1664 упоминалась как село (с XVIII до середины XIX века с Троицкой церковью). Со второй половины XVII века — магистратское село, с 1752 во владении Максимовича и др. В XVII—XVIII веках входило во 2-ю полковую сотню Стародубского полка. В 1859 году здесь (деревня Стародубского уезда Черниговской губернии) было учтено 18 дворов, в 1892—51. В середине XX века работал колхоз «Красное Невзорово». До 2020 года входило в состав Меленского сельского поселения Стародубского района до их упразднения.

## Население
Численность населения: 171 человек (1859 год), 389 (1892), 46 человек в 2002 году (русские 98 %), 27 в 2010.